# Rachel Reeves

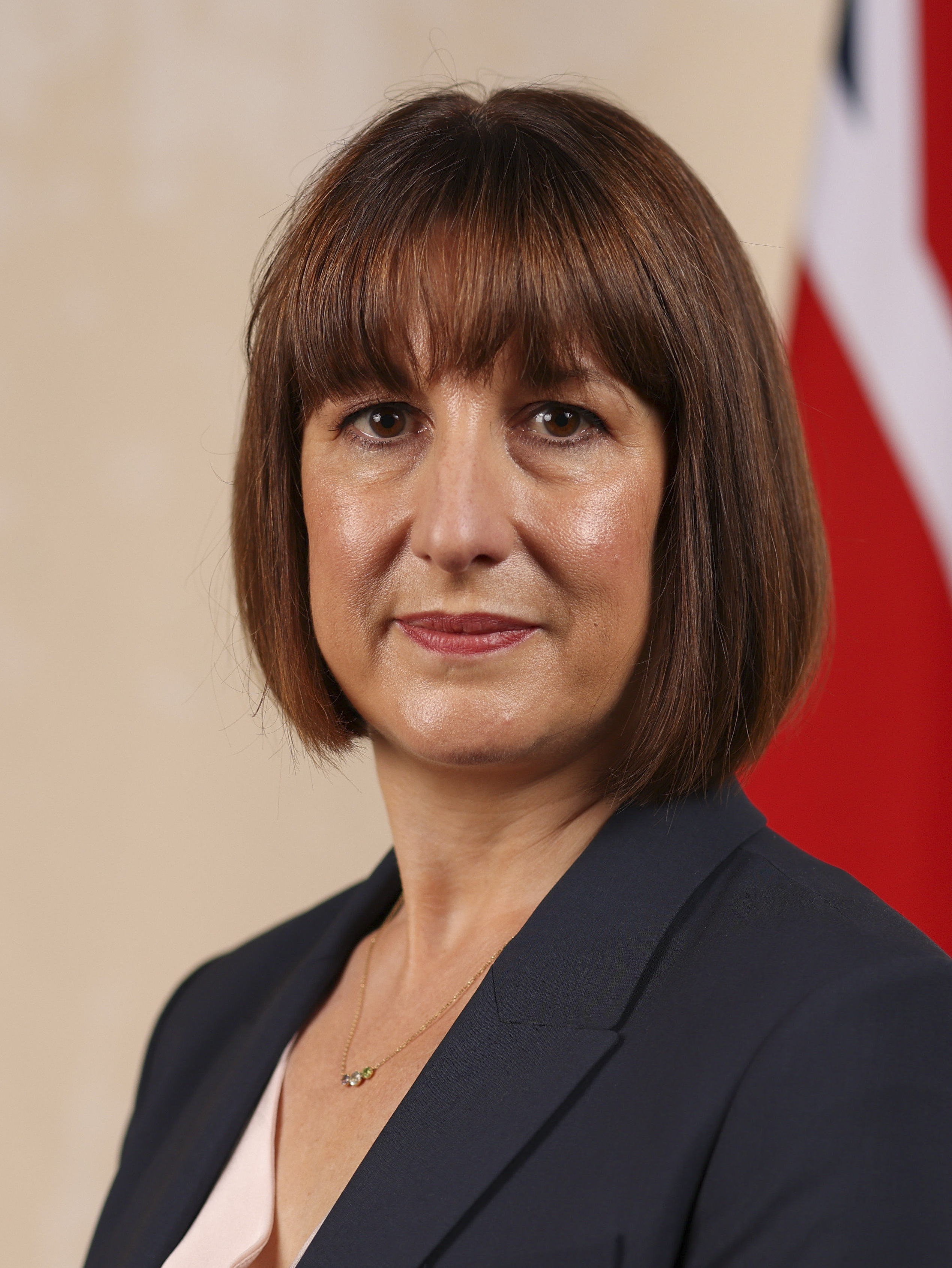
Rachel Reeves, 2024

Rachel Jane Reeves (Lewisham, 13 februari 1979) is een Brits politica voor de Labour Party. Zij is sinds 2010 lid van het Lagerhuis voor het kiesdistrict Leeds West. Zij is sinds 5 juli 2024  Chancellor of the Exchequer (minister van Financien) in het kabinet-Starmer.

## Biografie
Reeves studeerde Philosophy, Politics and Economics aan New College in Oxford, en economie aan de London School of Economics. Zij werkte als econoom bij de Bank of England, de Britse ambassade in Washington D.C., en HBOS. 
Reeves werd op haar zestiende lid van de Labour Party. Zij deed bij de Lagerhuisverkiezingen van 2005 en bij een tussentijdse verkiezing in 2006 een poging om gekozen te worden in het traditioneel Conservatieve kiesdistrict Bromley en Chislehurst, beide keren zonder succes. 
Bij de Lagerhuisverkiezingen van 2010 werd ze gekozen in het kiesdistrict Leeds West. Reeves werd gezien als een veelbelovend politiek talent en was binnen een jaar lid van het schaduwkabinet. Zij was tijdens het politiek leiderschap van Ed Miliband van 2011 tot 2013 schaduw-staatssecretaris voor Financiën (Shadow Chief Secretary to the Treasury), en van 2013 tot 2015 schaduwminister voor Werk en Pensioenen. 
Na de verkiezing van Jeremy Corbyn tot partijleider in 2015 keerde Reeves, die op veel thema's met Corbyn van mening verschilde, niet terug in het schaduwkabinet. Van 2017 tot 2020 was ze voorzitter van de vaste Lagerhuiscommissie voor bedrijfsleven, energie en industriële strategie. In die functie was ze in 2018 co-voorzitter van het parlementair onderzoek naar de ondergang van de Britse multinational Carillion.
Keir Starmer, die Corbyn in 2020 opvolgde als partijleider, benoemde Reeves tot schaduwkanselier van het hertogdom Lancaster en schaduwminister voor het Cabinet Office. In mei 2021 werd zij schaduwminister van Financiën (Shadow Chancellor of the Exchequer). Na de overwinning van Labour in de Lagerhuisverkiezingen van 4 juli 2024 werd zij Chancellor of the Exchequer (minister van Financien) in het kabinet-Starmer. Zij is de eerste vrouw die deze functie bekleedt.
Reeves heeft een aantal boeken geschreven over de bijdragen van vrouwen aan politiek en economie.

## Politieke standpunten
Reeves wordt gerekend tot het gematigde centrum van de Labour Party. Als schaduwminister voor Werk en Pensioenen was ze voor maatregelen om uitkeringsfraude tegen te gaan en wilde ze werkloosheidsuitkeringen voor jongeren beperken. Sindsdien zijn haar meningen over economisch beleid veranderd; ze pleit nu voor een meer rechtvaardige economie die leidt tot brede welvaart. Zij is een voorstander van goede samenwerking tussen Labour en het bedrijfsleven. Vanwege haar eerdere standpunten is zij niet populair bij de linkervleugel van de partij.

## Wetenswaardigheden
Reeves' jongere zuster Ellie Reeves en haar zwager John Cryer zijn beiden ook lid van het Lagerhuis voor de Labour Party.

## Externe bronnen
- Website Rachel Reeves
- Profiel Rachel Reeves op website House of Commons

## Publicaties (selectie)
- The Women Who Made Modern Economics. 2023.[4]
- Women of Westminster: The MPs who Changed Politics. 2020.
- Alice in Westminster: The Political Life of Alice Bacon. 2018
- Why vote labour?  Door Rachel Reeves en Gordon Brown. 2010